# Mistrovství světa v rychlobruslení na jednotlivých tratích 2007
Mistrovství světa v rychlobruslení na jednotlivých tratích 2007 se konalo od 8. do 11. března 2007 v rychlobruslařské hale Utah Olympic Oval v americkém Kearns nedaleko Salt Lake City. Jednalo se o 10. mistrovství světa v rychlobruslení na jednotlivých tratích.
Českou výpravu tvořily Martina Sáblíková a Andrea Jirků (obě 3000 m, 5000 m).
| Program                 | Program                | Program                                                 | Program                                                |
| ----------------------- | ---------------------- | ------------------------------------------------------- | ------------------------------------------------------ |
| 8. března               | 9. března              | 10. března                                              | 11. března                                             |
| 1500 m ženy 5000 m muži | 500 m muži 3000 m ženy | 500 m ženy 1000 m muži 10 000 m muži stíhací závod ženy | 1000 m ženy 1500 m muži 5000 m ženy stíhací závod muži |

## Muži

### 500 metrů
Závodu se zúčastnilo 24 závodníků.
| Pořadí           | Jméno            | Země        | Čas 1       | Čas 2           | Celkový čas |
| ---------------- | ---------------- | ----------- | ----------- | --------------- | ----------- |
| Zlatá medaile    | I Kang-sok       | Jižní Korea | 34,44 (2.)  | 34,25 (1.) (WR) | 68,690 (WR) |
| Stříbrná medaile | Júja Oikawa      | Japonsko    | 34,45 (3.)  | 34,57 (6.)      | 69,020      |
| Bronzová medaile | Tucker Fredricks | USA         | 34,48 (5.)  | 34,55 (3.)      | 69,030      |
| 4.               | I Kju-hjok       | Jižní Korea | 34,47 (4.)  | 34,56 (5.)      | 69,030      |
| 5.               | Dmitrij Lobkov   | Rusko       | 34,43 (1.)  | 34,61 (7.)      | 69,040      |
| 6.               | Džódži Kató      | Japonsko    | 34,69 (8.)  | 34,55 (3.)      | 69,240      |
| 7.               | Mun Čun          | Jižní Korea | 34,66 (7.)  | 34,70 (11.)     | 69,360      |
| 8.               | Pekka Koskela    | Finsko      | 34,63 (6.)  | 34,75 (12.)     | 69,380      |
| 9.               | Mike Ireland     | Kanada      | 34,92 (15.) | 34,48 (2.)      | 69,400      |
| 10.              | Mika Poutala     | Finsko      | 34,76 (12.) | 34,65 (8.)      | 69,410      |

### 1000 metrů
Závodu se zúčastnilo 24 závodníků.
| Pořadí           | Jméno           | Země        | Čas     |
| ---------------- | --------------- | ----------- | ------- |
| Zlatá medaile    | Shani Davis     | USA         | 1:07,28 |
| Stříbrná medaile | Denny Morrison  | Kanada      | 1:07,30 |
| Bronzová medaile | I Kju-hjok      | Jižní Korea | 1:07,51 |
| 4.               | Erben Wennemars | Nizozemsko  | 1:07,57 |
| 5.               | Mun Čun         | Jižní Korea | 1:07,61 |
| 6.               | Pekka Koskela   | Finsko      | 1:08,04 |
| 7.               | Kip Carpenter   | USA         | 1:08,36 |
| 8.               | Beorn Nijenhuis | Nizozemsko  | 1:08,49 |
| 9.               | Alexej Prošin   | Rusko       | 1:08,56 |
| 10.              | Dmitrij Lobkov  | Rusko       | 1:08,60 |

### 1500 metrů
Závodu se zúčastnilo 23 závodníků.
| Pořadí           | Jméno                    | Země        | Čas     |
| ---------------- | ------------------------ | ----------- | ------- |
| Zlatá medaile    | Shani Davis              | USA         | 1:42,39 |
| Stříbrná medaile | Erben Wennemars          | Nizozemsko  | 1:42,80 |
| Bronzová medaile | Denny Morrison           | Kanada      | 1:42,88 |
| 4.               | Mun Čun                  | Jižní Korea | 1:43,87 |
| 5.               | Steven Elm               | Kanada      | 1:44,74 |
| 6.               | Håvard Bøkko             | Norsko      | 1:44,85 |
| 7.               | François-Olivier Roberge | Kanada      | 1:45,04 |
| 8.               | Simon Kuipers            | Nizozemsko  | 1:45,05 |
| 9.               | Even Wetten              | Norsko      | 1:45,19 |
| 10.              | Risto Rosendahl          | Finsko      | 1:45,46 |

### 5000 metrů
Závodu se zúčastnilo 24 závodníků.
| Pořadí           | Jméno              | Země       | Čas     |
| ---------------- | ------------------ | ---------- | ------- |
| Zlatá medaile    | Sven Kramer        | Nizozemsko | 6:10,70 |
| Stříbrná medaile | Enrico Fabris      | Itálie     | 6:12,53 |
| Bronzová medaile | Carl Verheijen     | Nizozemsko | 6:15,21 |
| 4.               | Arne Dankers       | Kanada     | 6:15,39 |
| 5.               | Ivan Skobrev       | Rusko      | 6:17,36 |
| 6.               | Håvard Bøkko       | Norsko     | 6:18,10 |
| 7.               | Wouter olde Heuvel | Nizozemsko | 6:19,09 |
| 8.               | Justin Warsylewicz | Kanada     | 6:21,61 |
| 9.               | Øystein Grødum     | Norsko     | 6:22,66 |
| 10.              | Shani Davis        | USA        | 6:23,05 |

### 10 000 metrů
Závodu se zúčastnilo 16 závodníků.
| Pořadí           | Jméno          | Země       | Čas           |
| ---------------- | -------------- | ---------- | ------------- |
| Zlatá medaile    | Sven Kramer    | Nizozemsko | 12:41,69 (WR) |
| Stříbrná medaile | Carl Verheijen | Nizozemsko | 13:00,46      |
| Bronzová medaile | Brigt Rykkje   | Nizozemsko | 13:06,03      |
| 4.               | Arne Dankers   | Kanada     | 13:11,25      |
| 5.               | Håvard Bøkko   | Norsko     | 13:17,50      |
| 6.               | Johan Röjler   | Švédsko    | 13:18,89      |
| 7.               | Chad Hedrick   | USA        | 13:20,69      |
| 8.               | Marco Weber    | Německo    | 13:21,83      |
| 9.               | Robert Lehmann | Německo    | 13:22,33      |
| 10.              | Øystein Grødum | Norsko     | 13:22,84      |

### Stíhací závod družstev
Závodu se zúčastnilo osm týmů.
| Pořadí           | Tým                                                            | Čas          |
| ---------------- | -------------------------------------------------------------- | ------------ |
| Zlatá medaile    | Nizozemsko Sven Kramer, Carl Verheijen, Erben Wennemars        | 3:37,80 (WR) |
| Stříbrná medaile | Kanada Arne Dankers, Denny Morrison, Justin Warsylewicz        | 3:38,31      |
| Bronzová medaile | Rusko Alexej Junin, Jevgenij Lalenkov, Ivan Skobrev            | 3:41,23      |
| 4.               | Japonsko Šingo Doi, Hiroki Hirako, Teruhiro Sugimori           | 3:46,60      |
| 5.               | Německo Stefan Heythausen, Robert Lehmann, Tobias Schneider    | 3:46,74      |
| 6.               | Švédsko Joel Eriksson, Daniel Friberg, Johan Röjler            | 3:48,96      |
| 7.               | Polsko Sławomir Chmura, Konrad Niedźwiedzki, Maciej Ustynowicz | 3:56,18      |
| 8.               | USA Chad Hedrick, Charles Leveille, Trevor Marsicano           | DNF          |

## Ženy

### 500 metrů
Závodu se zúčastnilo 24 závodnic.
| Pořadí           | Jméno                | Země        | Čas 1       | Čas 2           | Celkový čas |
| ---------------- | -------------------- | ----------- | ----------- | --------------- | ----------- |
| Zlatá medaile    | Jenny Wolfová        | Německo     | 37,38 (2.)  | 37,04 (1.) (WR) | 74,420 (WR) |
| Stříbrná medaile | Wang Pej-sing        | Čína        | 37,24 (1.)  | 37,29 (2.)      | 74,530      |
| Bronzová medaile | Sajuri Ósugaová      | Japonsko    | 37,69 (3.)  | 37,51 (3.)      | 75,200      |
| 4.               | I Sang-hwa           | Jižní Korea | 37,81 (4.)  | 38,02 (8.)      | 75,830      |
| 5.               | Tomomi Okazakiová    | Japonsko    | 38,04 (6.)  | 37,89 (5.)      | 75,930      |
| 6.               | Šihomi Šinjaová      | Japonsko    | 37,98 (5.)  | 38,03 (9.)      | 76,010      |
| 7.               | Annette Gerritsenová | Nizozemsko  | 38,11 (7.)  | 37,97 (6.)      | 76,080      |
| 8.               | Světlana Kajkanová   | Rusko       | 38,12 (8.)  | 38,10 (11.)     | 76,220      |
| 9.               | Sing Aj-chua         | Čína        | 38,55 (15.) | 37,76 (4.)      | 76,310      |
| 10.              | Margot Boerová       | Nizozemsko  | 38,38 (11.) | 37,99 (7.)      | 76,370      |

### 1000 metrů
Závodu se zúčastnilo 23 závodnic.
| Pořadí           | Jméno                | Země       | Čas     |
| ---------------- | -------------------- | ---------- | ------- |
| Zlatá medaile    | Ireen Wüstová        | Nizozemsko | 1:13,83 |
| Stříbrná medaile | Anni Friesingerová   | Německo    | 1:14,26 |
| Bronzová medaile | Christine Nesbittová | Kanada     | 1:14,44 |
| 4.               | Chiara Simionatová   | Itálie     | 1:14,53 |
| 5.               | Wang Fej             | Čína       | 1:14,96 |
| 6.               | Kristina Grovesová   | Kanada     | 1:15,19 |
| 7.               | Margot Boerová       | Nizozemsko | 1:15,20 |
| 8.               | Annette Gerritsenová | Nizozemsko | 1:15,27 |
| 9.               | Shannon Rempelová    | Kanada     | 1:15,36 |
| 10.              | Šihomi Šinjaová      | Japonsko   | 1:15,51 |

### 1500 metrů
Závodu se zúčastnilo 19 závodnic.
| Pořadí           | Jméno                   | Země        | Čas     |
| ---------------- | ----------------------- | ----------- | ------- |
| Zlatá medaile    | Ireen Wüstová           | Nizozemsko  | 1:52,71 |
| Stříbrná medaile | Cindy Klassenová        | Kanada      | 1:53,40 |
| Bronzová medaile | Kristina Grovesová      | Kanada      | 1:54,39 |
| 4.               | Maki Tabataová          | Japonsko    | 1:54,97 |
| 5.               | Paulien van Deutekomová | Nizozemsko  | 1:55,47 |
| 6.               | Christine Nesbittová    | Kanada      | 1:55,79 |
| 7.               | Marja Visová            | Nizozemsko  | 1:56,28 |
| 8.               | Chiara Simionatová      | Itálie      | 1:56,42 |
| 9.               | Wang Fej                | Čína        | 1:56,85 |
| 10.              | I Ču-jon                | Jižní Korea | 1:57,58 |

### 3000 metrů
Závodu se zúčastnilo 23 závodnic.
| Pořadí           | Jméno                        | Země       | Čas     |
| ---------------- | ---------------------------- | ---------- | ------- |
| Zlatá medaile    | Martina Sáblíková            | Česko      | 3:58,09 |
| Stříbrná medaile | Renate Groenewoldová         | Nizozemsko | 3:58,41 |
| Bronzová medaile | Cindy Klassenová             | Kanada     | 3:58,50 |
| 4.               | Claudia Pechsteinová         | Německo    | 3:59,11 |
| 5.               | Ireen Wüstová                | Nizozemsko | 3:59,74 |
| 6.               | Paulien van Deutekomová      | Nizozemsko | 4:00,50 |
| 7.               | Daniela Anschützová-Thmosová | Německo    | 4:00,66 |
| 8.               | Kristina Grovesová           | Kanada     | 4:01,92 |
| 9.               | Maki Tabataová               | Japonsko   | 4:02,53 |
| 10.              | Maren Haugliová              | Norsko     | 4:03,33 |
|                  |                              |            |         |
| 15.              | Andrea Jirků                 | Česko      | 4:09,78 |

### 5000 metrů
Závodu se zúčastnilo 16 závodnic.
| Pořadí           | Jméno                        | Země       | Čas          |
| ---------------- | ---------------------------- | ---------- | ------------ |
| Zlatá medaile    | Martina Sáblíková            | Česko      | 6:45,61 (WR) |
| Stříbrná medaile | Claudia Pechsteinová         | Německo    | 6:50,79      |
| Bronzová medaile | Kristina Grovesová           | Kanada     | 6:58,41      |
| 4.               | Daniela Anschützová-Thomsová | Německo    | 6:59,05      |
| 5.               | Maren Haugliová              | Norsko     | 6:59,77      |
| 6.               | Marja Visová                 | Nizozemsko | 7:02,51      |
| 7.               | Maki Tabataová               | Japonsko   | 7:04,37      |
| 8.               | Gretha Smitová               | Nizozemsko | 7:05,40      |
| 9.               | Catherine Raneyová           | USA        | 7:05,62      |
| 10.              | Světlana Vysokovová          | Rusko      | 7:07,08      |
|                  |                              |            |              |
| 11.              | Andrea Jirků                 | Česko      | 7:07,97      |

### Stíhací závod družstev
Závodu se zúčastnilo sedm týmů.
| Pořadí           | Tým                                                                          | Čas     |
| ---------------- | ---------------------------------------------------------------------------- | ------- |
| Zlatá medaile    | Kanada Kristina Grovesová, Christine Nesbittová, Shannon Rempelová           | 2:58,15 |
| Stříbrná medaile | Nizozemsko Paulien van Deutekomová, Renate Groenewoldová, Ireen Wüstová      | 2:59,18 |
| Bronzová medaile | Německo Daniela Anschützová-Thomsová, Lucille Opitzová, Claudia Pechsteinová | 2:59,38 |
| 4.               | Rusko Jekatěrina Abramovová, Galina Lichačovová, Světlana Vysokovová         | 3:00,77 |
| 5.               | USA Maria Lambová, Mia Manganellová, Anna Ringsredová                        | 3:06,28 |
| 6.               | Japonsko Masako Hozumiová, Eriko Išinová, Hiromi Ócuová                      | 3:07,44 |
| 7.               | Polsko Karolina Ksytová, Katarzyna Wójcická, Luiza Złotkowská                | 3:10,40 |

## Medailové pořadí zemí
| Pořadí | Země        | Zlato | Stříbro | Bronz | Celkem |
| ------ | ----------- | ----- | ------- | ----- | ------ |
| 1.     | Nizozemsko  | 5     | 4       | 2     | 11     |
| 2.     | USA         | 2     | 0       | 1     | 3      |
| 3.     | Česko       | 2     | 0       | 0     | 2      |
| 4.     | Kanada      | 1     | 3       | 5     | 9      |
| 5.     | Německo     | 1     | 2       | 1     | 4      |
| 6.     | Jižní Korea | 1     | 0       | 1     | 2      |
| 7.     | Japonsko    | 0     | 1       | 1     | 2      |
| 8.     | Itálie      | 0     | 1       | 0     | 1      |
| 8.     | Čína        | 0     | 1       | 0     | 1      |
| 10.    | Rusko       | 0     | 0       | 1     | 1      |